# Елвис Костело
Деклан Патрик Макманъс (на английски: Declan Patrick MacManus), известен под сценичния си псевдоним Елвис Костело (на английски: Elvis Costello), е английски певец и автор на песни. В началото на кариерата си е част от лондонската пъб рок сцена от началото на 70-те години. По-късно бива асоцииран с първата вълна от британското ню уейв движение от средата до края на 70-те. Дебютният му албум, My Aim Is True (1976), е посрещнат топло от критиката. Скоро след записването му, той сформира поддържащата група Атракшънс. Те правят турнета и записват албуми за част от десетилетието, но поради различия между Костело и някои от членовете на Атракшънс групата се разформирова през 1986 г. По-голямата част от работите на Костело след 1986 му се приписват като солови творби, макар че от време на време се събира с членове на Атракшънс.
Истинското му име е Деклан Патрик Макменъс. Музиката му е вдъхновена от различни жанрове, което кара един критик да го нарича „енциклопедия на поп музиката“, способен „да пресъздаде миналото по свой собствен образ“.
Костело печели множество награди в кариерата си, включително награда Грами и две номинации за награда Брит за най-добър мъжки музикант. През 2003 г. Елвис Костело и Атракшънс са удостоени с място в Залата на славата на рокендрола. През 2004 г. сп. „Ролинг Стоун“ го поставя на 80-о място в класацията си „100 най-добри творци на всички времена“.